# HOPEゾーン事業
HOPEゾーン事業（ホープゾーンじぎょう）とは、大阪市が実施している、歴史的・文化的な町並みや雰囲気など、地域の特性を活かし、魅力ある住宅地の形成を図る事業である。
現在、HOPEゾーンに、3地区が指定されていて、それぞれに「HOPEゾーン協議会」が設置されている。

## HOPEゾーン

### 平野郷地区
環濠都市であった平野郷の良いところを受け継ぎ、魅力的な街づくりを進める。
地区（地図）
- 平野区

平野宮町1・2丁目、平野市町3丁目、平野上町1・2丁目、平野本町1・3・4・5丁目、平野東1丁目1～8番、平野東2・3丁目

### 住吉大社周辺地区
古くからの海上交通の要衝であり、多くの人が参拝に訪れる住吉大社の、周辺地域を新しい時代の魅力ある住宅地の形成を進める。
地区（地図）
- 住吉区

住吉1･2丁目、上住吉2丁目、東粉浜3丁目7・8・9・10番

### 空堀地区
難波京時代に市街地のあった上町台地に位置し、豊臣時代の大阪城の外堀である惣構であり、江戸期に発展した空堀は、戦災を免れ残っている戦前のたたずまい（長屋・町家・坂道・石段・石畳の路地など）を生かした都心部における魅力的な住宅地形成を進める。
地区（地図）
- 中央区

上本町西1～3丁目、瓦屋町1丁目1～9番、谷町6・7丁目、松屋町3・4番

## 全市的な展開へ
HOPEゾーン事業の更なる展開が検討されている。
新たになHOPEゾーンとしては、「田辺地区」に加え「船場地区」と「天満地区」が追加される予定である。
- 参照：大阪市都市整備局-HOPEゾーン事業の全市的な展開に向けた、船場地区、天満地区における整備方針策定調査の実施について